# Akira Matsuzawa
Akira Matsuzawa (japanisch 松澤 彰 Matsuzawa Akira; * 18. September 1997 in Nagakute, Präfektur Aichi) ist ein japanischer Fußballspieler.

## Karriere
Matsuzawa erlernte das Fußballspielen in der Jugendmannschaft von Urawa Red Diamonds und der Universitätsmannschaft der Hōsei-Universität. Seinen ersten Vertrag unterschrieb er 2020 bei Kataller Toyama. Der Verein aus Toyama spielte in der dritthöchsten Liga des Landes, der J3 League. Für Kataller bestritt er 14 Drittligaspiele. Im Februar 2022 nahm ihn der Viertligist Tōkyō Musashino United FC unter Vertrag. Für den Verein aus Musashino bestritt er 15 Viertligaspiele. Nach nur einer Saison wechselte er im Januar 2023 zum Drittligisten SC Sagamihara. Für den Verein aus Sagamihara stand er 15-mal in der dritten Liga auf dem Spielfeld. Nach einer Spielzeit wurde sein Vertrag nicht verlängert.